# لایونل پیپ
لایونل پیپ (انگلیسی: Lionel Pape؛ ۱۷ آوریل ۱۸۷۷ – ۲۱ اکتبر ۱۹۴۴) بازیگر سینما اهل انگلستان بود.

## فیلم‌شناسی
- هیچ‌کس (۱۹۲۱)
- فرشته سپید (۱۹۳۶) (در عنوان‌بندی نیامده)
- ماری اسکاتلند (۱۹۳۶)
- کمیل (۱۹۳۶) (در عنوان‌بندی نیامده)
- خیش و ستارگان (۱۹۳۶) (در عنوان‌بندی نیامده)
- شاهزاده و گدا (۱۹۳۷)
- فرشته (۱۹۳۷) (در عنوان‌بندی نیامده)
- بولو (۱۹۳۸)
- نیمه‌شب (۱۹۳۹) (در عنوان‌بندی نیامده)
- درنده باسکرویل (۱۹۳۹)
- دختر خیابان پنجم (۱۹۳۹) (در عنوان‌بندی نیامده)
- ریو (۱۹۳۹) (در عنوان‌بندی نیامده)
- طبل‌ها با چرخش پا (۱۹۳۹) (در عنوان‌بندی نیامده)
- رافلز (۱۹۳۹)
- سفر دریایی طولانی به خانه (۱۹۴۰) (در عنوان‌بندی نیامده)
- داستان فیلادلفیا (۱۹۴۰)
- اسکاتلندیارد (۱۹۴۱)
- دکتر جکیل و آقای هاید (۱۹۴۱) (در عنوان‌بندی نیامده)
- چه سرسبز بود دره من (۱۹۴۱)